# Saison 2014-2015 du Paris Saint-Germain
Maillots
Chronologie
Saison précédente Saison suivante
La saison 2014-2015 du Paris Saint-Germain est la 41e saison du club de la capitale en première division.

Cette saison fait suite au quatrième titre de champion de France remporté par le club dans son histoire après 1986, 1994, 2013 et 2014.

Elle fait également suite au quatrième titre de Coupe de la Ligue remporté par le club dans son histoire après 1995, 1998, 2008, 2014.

Elle fait également suite au troisième titre du Trophée des champions remporté par le club dans son histoire après 1995, 1998, 2013.

Cette saison, le PSG défend son titre de champion de France 2014 qu'il défendra ensuite la saison prochaine lors du Championnat de France 2015-2016. 

Il défend également son Trophée des champions 2013 qu'il conserve en remportant le Trophée des champions 2014 face à Guingamp sur le score de 2 buts à 0. 

Il défend également sa Coupe de la Ligue 2014 remportée face à l'Olympique lyonnais en entrant en huitièmes de finale de la Coupe de la Ligue 2015. Le PSG conserve sa coupe grâce à sa victoire face au SC Bastia sur le score de 4 buts à 0.

Il fait également son entrée en Coupe de France 2015 en trente-deuxième de finale en tant qu'équipe de première division. Le PSG accède à la finale pour la treizième fois de son histoire depuis sa première finale en 1982 et gagne sa neuvième Coupe de France face a l'AJ Auxerre sur le score de 1 but à 0.

Enfin, il est qualifié pour la Ligue des champions 2014-2015 où il est éliminé en quarts de finale par FC Barcelone.

## Avant-saison

### Pré-saison
Le club officialise l'arrivée de David Luiz en provenance de Chelsea FC pour un transfert d'environ 49 millions d'euros le 13 juin 2014, mais aussi celle de Serge Aurier, en provenance de Toulouse FC, prêt avec option d'achat d'environ 12 millions d'euros. Le 25 août, le club officialise le départ de Christophe Jallet vers l'Olympique lyonnais pour un million d'euros.

### Tableau des transferts
| Nom                      | Nationalité   | Poste     | Transfert                         | Provenance/Destination | Division            |
| ------------------------ | ------------- | --------- | --------------------------------- | ---------------------- | ------------------- |
| Arrivées                 |               |           |                                   |                        |                     |
| David Luiz               | Brésil        | Défenseur | Transfert (49,5 millions d'euros) | Chelsea FC             | Premier League      |
| Serge Aurier             | Côte d'Ivoire | Défenseur | Prêt avec option d'achat          | Toulouse FC            | Ligue 1             |
| Alphonse Areola          | France        | Gardien   | Retour de prêt                    | RC Lens                | Ligue 2             |
| Youssouf Sabaly          | France        | Défenseur | Retour de prêt                    | Évian Thonon Gaillard  | Ligue 1             |
| Antoine Conte            | France        | Défenseur | Retour de prêt                    | Stade de Reims         | Ligue 1             |
| Jordan Ikoko             | France        | Défenseur | Retour de prêt                    | US Créteil-Lusitanos   | Ligue 2             |
| Clément Chantôme         | France        | Milieu    | Retour de prêt                    | Toulouse FC            | Ligue 1             |
| Jean-Christophe Bahebeck | France        | Attaquant | Retour de prêt                    | Valenciennes FC        | Ligue 1             |
| Romuald Lacazette        | France        | Milieu    | Premier contrat professionnel     | Paris Saint-Germain B  | CFA                 |
| Romain Habran            | France        | Milieu    | Premier contrat professionnel     | Paris Saint-Germain B  | CFA                 |
| Départs                  |               |           |                                   |                        |                     |
| Christophe Jallet        | France        | Défenseur | Transfert (1,5 million d'euros)   | Olympique lyonnais     | Ligue 1             |
| Antoine Conte            | France        | Défenseur | Transfert                         | Stade de Reims         | Ligue 1             |
| Kalifa Traoré            | Mali          | Défenseur | Fin de contrat                    | Angers SCO             | Ligue 1             |
| Alex                     | Brésil        | Défenseur | Fin de contrat                    | AC Milan               | Serie A             |
| Jérémy Ménez             | France        | Attaquant | Fin de contrat                    | AC Milan               | Serie A             |
| Jean-Eudes Maurice       | Haïti         | Attaquant | Fin de contrat                    | Chennaiyin FC          | Indian Super League |
| Alphonse Areola          | France        | Gardien   | Prêt                              | SC Bastia              | Ligue 1             |
| Youssouf Sabaly          | France        | Défenseur | Prêt                              | Évian Thonon Gaillard  | Ligue 1             |
| Jordan Ikoko             | France        | Défenseur | Prêt                              | Le Havre AC            | Ligue 2             |
| Romain Habran            | France        | Milieu    | Prêt                              | FC Sochaux-Montbéliard | Ligue 2             |
| Kingsley Coman           | France        | Milieu    | Premier contrat professionnel     | Juventus FC            | Serie A             |
| Hervin Ongenda           | France        | Attaquant | Prêt                              | SC Bastia              | Ligue 1             |

| Nom              | Nationalité | Poste  | Transfert                 | Provenance/Destination   | Division |
| ---------------- | ----------- | ------ | ------------------------- | ------------------------ | -------- |
| Départs          |             |        |                           |                          |          |
| Clément Chantôme | France      | Milieu | Transfert (750 000 euros) | FC Girondins de Bordeaux | Ligue 1  |

### Matchs amicaux et tournée
Comme les précédentes saisons, le club parisien a commencé sa préparation estivale à Stegersbach, une commune autrichienne. Ils y ont affronté Hartberg le 8 juillet et Videoton le 12 juillet. Le premier match s'est conclu par une victoire 3-0 mais le deuxième match s'est avéré plus compliqué, les parisiens l'ayant difficilement remporté 4-3. Le 18 juillet, le club s'est déplacé à Leipzig pour défier le RB Leipzig et ont malheureusement perdu 4-2. Le 23 juillet, l'équipe a battu l'OGC Nice à Béziers sur le score de 2-1. Afin de préparer son match contre Guingamp pour le Trophée des champions, le club a entamé une tournée en Asie. Il y a affronté Kitchee et l'a battu 6-2. Pour faciliter l'intégration des mondialistes et à cause d'une clause dans le contrat d'Ezequiel Lavezzi, le club a joué un match amical contre Naples et a gagné 2-1. Dernier match amical face à l'Inter Milan, qui voit le PSG s'imposer 1-0 grâce à Yohan Cabaye.

## Compétitions
| Championnat de France | Ligue des champions                              | Coupe de France                     | Coupe de la Ligue                 | Trophée des champions                |
| --------------------- | ------------------------------------------------ | ----------------------------------- | --------------------------------- | ------------------------------------ |
| 1re place 83 points   | Quarts de finale face au FC Barcelone (1-3, 2-0) | Vainqueur face à l'AJ Auxerre (1-0) | Vainqueur face au SC Bastia (0-4) | Vainqueur face à l'EA Guingamp (2-0) |
| 24V 11N 3D            | 4V 3N 3D                                         | 6V 0N 0D                            | 4V 0N 0D                          | 1V 0N 0D                             |
| TOTAL: 39V 14N 6D     |                                                  |                                     |                                   |                                      |

### Trophée des champions
Pour défendre son trophée des champions, remporté l'année passée face à Bordeaux à Libreville, le PSG se déplace cette fois-ci à Pékin pour affronter Guingamp, vainqueur de la Coupe de France face à Rennes. Les parisiens dominent la première mi-temps, et mènent logiquement à la mi-temps grâce à deux buts de Zlatan Ibrahimović, dont un sur penalty. Les Guingampais auraient pu revenir au score par l'intermédiaire de Mustapha Yatabaré sur penalty mais son tir est capté par Salvatore Sirigu. En deuxième période, le club parisien se contente de gérer son match et de garder son avance. Au terme des 90 minutes, la victoire est parisienne et le PSG garde ainsi son trophée.

### Championnat
La Ligue 1 2014-2015 est la 77e édition du championnat de France de football et la 13e sous l'appellation « Ligue 1 ». La division oppose vingt clubs en une série de trente-huit rencontres. Les meilleurs de ce championnat se qualifient pour les coupes d'Europe que sont la Ligue des Champions (le podium) et la Ligue Europa (le quatrième et les vainqueurs des coupes nationales). Le Paris Saint-Germain participe à cette compétition pour la 42e fois de son histoire et la 41e de suite depuis la saison 1974-1975.
Les relégués de la saison précédente, le FC Sochaux-Montbéliard, le Valenciennes FC et l'AC Ajaccio, sont remplacés par le FC Metz, champion de Ligue 2 en 2013-2014 après six ans d'absence, le SM Caen, qui se place sporadiquement dans l'élite depuis de nombreuses années, et le RC Lens, 3 ans après sa dernière saison en première division.

#### Journées 16 à 19
Extrait du classement de Ligue 1 2014-2015 à la trêve hivernale
| Rang | Équipe                 | Pts | J  | G  | N | P | Bp | Bc | Diff |
| ---- | ---------------------- | --- | -- | -- | - | - | -- | -- | ---- |
| 1    | Olympique de Marseille | 41  | 19 | 13 | 2 | 4 | 38 | 17 | +21  |
| 2    | Olympique lyonnais     | 39  | 19 | 12 | 3 | 4 | 40 | 17 | +23  |
| 3    | Paris Saint-Germain FC | 38  | 19 | 10 | 8 | 1 | 32 | 13 | +19  |
| 4    | AS Saint-Étienne       | 36  | 19 | 10 | 6 | 3 | 22 | 12 | +10  |
| 5    | AS Monaco FC           | 32  | 19 | 9  | 5 | 5 | 23 | 18 | +5   |

#### Classement
Le classement est calculé avec le barème de points suivant : une victoire vaut trois points, le match nul un. La défaite ne rapporte aucun point.
Critères de départage :
1. plus grand nombre de points ;
2. plus grande différence de buts générale ;
3. plus grand nombre de buts marqués ;
4. plus grande différence de buts particulière ;
5. meilleure place au Challenge du fair-play (1 point par joueur averti, 3 points par joueur exclu)

Source : Classement officiel sur le site de la LFP.

| Rang | Équipe                      | Pts | J  | G  | N  | P  | Bp | Bc | Diff |
| ---- | --------------------------- | --- | -- | -- | -- | -- | -- | -- | ---- |
| 1    | Paris Saint-Germain T S C L | 83  | 38 | 24 | 11 | 3  | 83 | 36 | +47  |
| 2    | Olympique lyonnais          | 75  | 38 | 22 | 9  | 7  | 72 | 33 | +39  |
| 3    | AS Monaco FC                | 71  | 38 | 20 | 11 | 7  | 51 | 26 | +25  |
| 4    | Olympique de Marseille      | 69  | 38 | 21 | 6  | 11 | 76 | 42 | +34  |
| 5    | AS Saint-Étienne            | 69  | 38 | 19 | 12 | 7  | 51 | 30 | +21  |
| 6    | FC Girondins de Bordeaux    | 63  | 38 | 17 | 12 | 9  | 47 | 44 | +3   |
| 7    | Montpellier HSC             | 56  | 38 | 16 | 8  | 14 | 46 | 39 | +7   |
| 8    | Lille OSC                   | 56  | 38 | 16 | 8  | 14 | 43 | 42 | +1   |
| 9    | Stade rennais FC            | 50  | 38 | 13 | 11 | 14 | 35 | 42 | -7   |
| 10   | EA Guingamp                 | 49  | 38 | 15 | 4  | 19 | 41 | 55 | -14  |
| 11   | OGC Nice                    | 48  | 38 | 13 | 9  | 15 | 44 | 53 | -9   |
| 12   | SC Bastia                   | 47  | 38 | 12 | 11 | 15 | 37 | 46 | -9   |
| 13   | SM CaenP                    | 46  | 38 | 12 | 10 | 16 | 54 | 55 | -1   |
| 14   | FC Nantes                   | 45  | 38 | 11 | 12 | 15 | 29 | 40 | -11  |
| 15   | Stade de Reims              | 44  | 38 | 12 | 8  | 18 | 47 | 66 | -19  |
| 16   | FC Lorient                  | 43  | 38 | 12 | 7  | 19 | 44 | 50 | -6   |
| 17   | Toulouse FC                 | 42  | 38 | 12 | 6  | 20 | 43 | 64 | -21  |
| 18   | Évian Thonon Gaillard FC    | 37  | 38 | 11 | 4  | 23 | 41 | 62 | -21  |
| 19   | FC MetzP                    | 30  | 38 | 7  | 9  | 22 | 31 | 61 | -30  |
| 20   | RC LensP                    | 29  | 38 | 7  | 8  | 23 | 32 | 61 | -29  |

Qualifications européennes
Ligue des champions 2015-2016

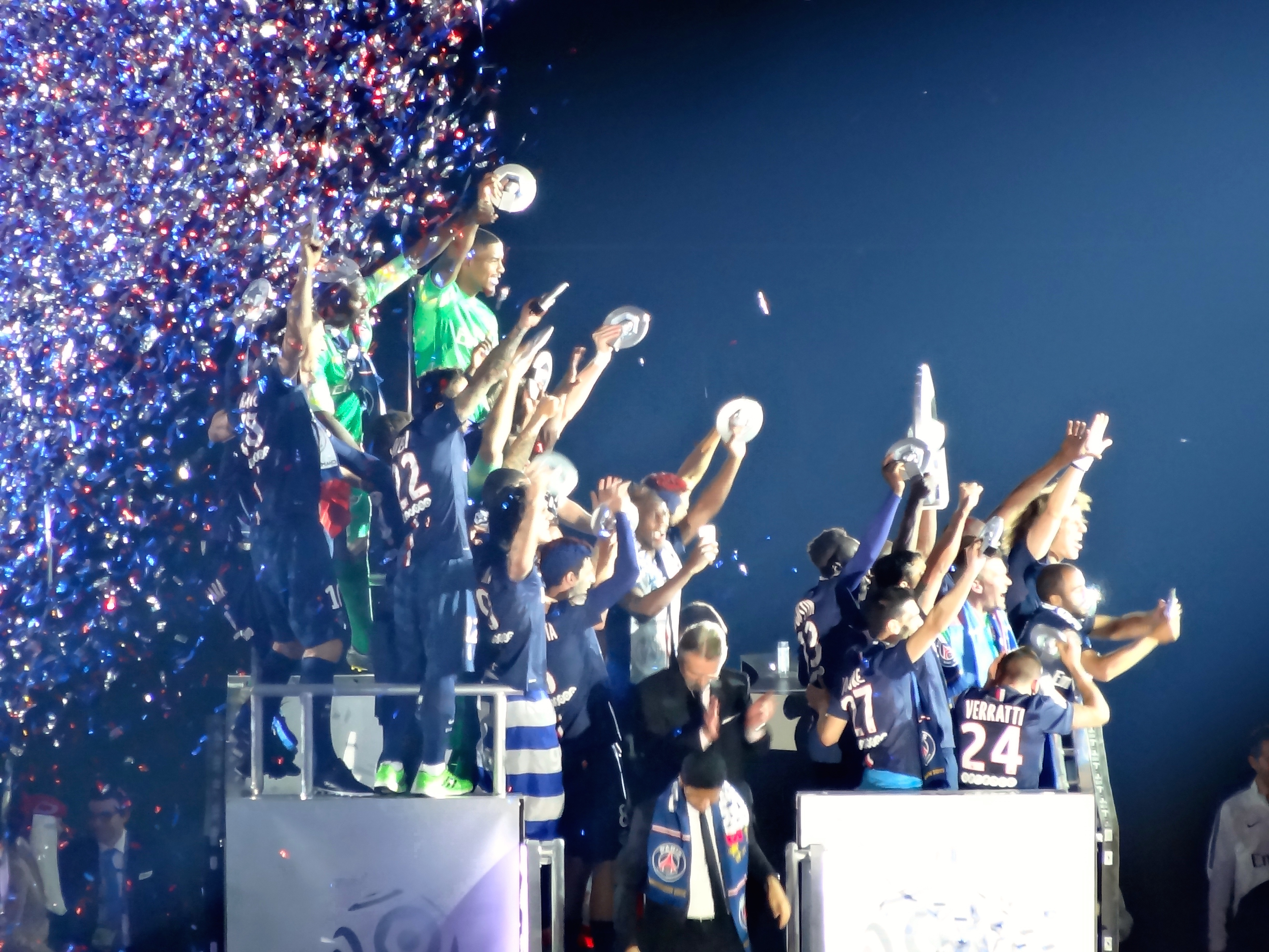
Paris, champion de France 2014-2015.

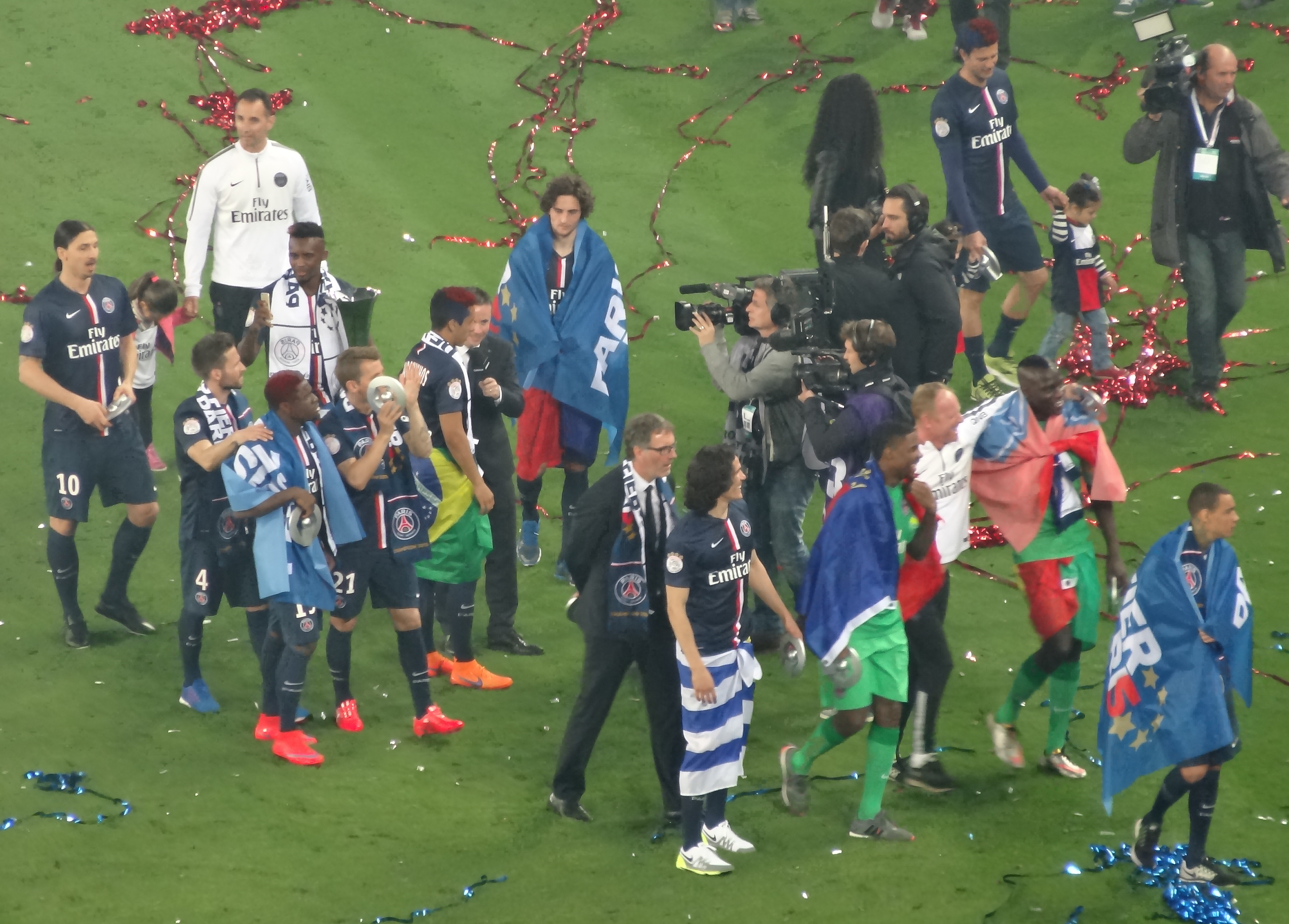
Célébrations du titre.

- 1er et 2e du championnat : phase de groupes
- 3e du championnat : troisième tour pour non-champions

Ligue Europa 2015-2016
- 4e du championnat : phase de groupes
- 5e et 6e du championnat : troisième tour de qualification

Relégation en Ligue 2 2015-2016
- 18e, 19e et 20e du championnat

Abréviations
- T : Tenant du titre
- C : Vainqueur de la Coupe de France 2015
- L : Vainqueur de la Coupe de la Ligue 2015
- S : Vainqueur du Trophée des champions 2014
- P : Promus de Ligue 2 2013-2014

#### Évolution du classement et des résultats
| Journée  | 1  | 2 | 3 | 4 | 5 | 6  | 7  | 8  | 9  | 10 | 11 | 12 | 13 | 14 | 15 | 16 | 17 | 18 | 19 | 20 | 21 | 22 | 23 | 24 | 25 | 26 | 27 | 28 | 29 | 30 | 31 | 32 | 33 | 34 | 35 | 36 | 37 | 38 | Journées en tête |
| -------- | -- | - | - | - | - | -- | -- | -- | -- | -- | -- | -- | -- | -- | -- | -- | -- | -- | -- | -- | -- | -- | -- | -- | -- | -- | -- | -- | -- | -- | -- | -- | -- | -- | -- | -- | -- | -- | ---------------- |
| Rang     | 11 | 3 | 6 | 2 | 5 | 5  | 4  | 3  | 3  | 2  | 2  | 2  | 2  | 2  | 2  | 2  | 2  | 2  | 3  | 4  | 3  | 3  | 3  | 3  | 3  | 2  | 2  | 2  | 2  | 1  | 1  | 1  | 1  | 1  | 1  | 1  | 1  | 1  | 9                |
| Résultat | N  | G | N | G | N | N  | G  | N  | N  | G  | G  | G  | G  | G  | G  | N  | G  | D  | N  | D  | G  | G  | G  | N  | N  | G  | N  | G  | D  | G  | G  | G  | G  | G  | G  | G  | G  | G  | —                |
| Point    | 1  | 4 | 5 | 8 | 9 | 10 | 13 | 14 | 15 | 18 | 21 | 24 | 27 | 30 | 33 | 34 | 37 | 37 | 38 | 38 | 41 | 44 | 47 | 48 | 49 | 52 | 53 | 56 | 56 | 59 | 62 | 65 | 68 | 71 | 74 | 77 | 80 | 83 |                  |

### Coupe de France
La coupe de France 2014-2015 est la 97e édition de la coupe de France, une compétition à élimination directe mettant aux prises tous les clubs de football amateurs et professionnels à travers la France métropolitaine et les DOM-TOM. Elle est organisée par la FFF et ses ligues régionales.

### Coupe de la Ligue
La Coupe de la Ligue 2014-2015 est la 21e édition de la Coupe de la Ligue, compétition à élimination directe organisée par la Ligue de football professionnel (LFP) depuis 1994, qui rassemble uniquement les clubs professionnels de Ligue 1, Ligue 2 et National. Depuis 2009, la LFP a instauré un nouveau format de coupe plus avantageux pour les équipes qualifiées pour une coupe d'Europe.

### Ligue des champions
La Ligue des champions 2014-2015 est la soixantième édition de la Ligue des champions, la plus prestigieuse des compétitions européennes inter-clubs. Elle est divisée en deux phases, une phase de groupes, qui consiste en huit mini-championnats de quatre équipes par groupe, les deux premiers poursuivant la compétition et le troisième étant repêché en seizièmes de finale de la Ligue Europa. Puis une phase finale, décomposée en huitièmes de finale, quarts de finale, demi-finales et une finale qui se joue sur terrain neutre. En cas d'égalité, lors de la phase finale, la règle des buts marqués à l'extérieur s'applique puis le match retour est augmenté d'une prolongation et d'une séance de tirs au but s'il le faut. Les équipes sont qualifiées en fonction de leurs bons résultats en championnat lors de la saison précédente. Le tenant du titre est le Real Madrid, vainqueur de l'Atlético de Madrid quatre buts à un après prolongation au Estádio da Luz de Lisbonne.

#### Parcours en Ligue des champions
Placé dans le deuxième chapeau, le PSG hérite d'un groupe composé du FC Barcelone, vice-champion d'Espagne en 2013-2014, de l'Ajax Amsterdam, champion du championnat néerlandais lors de l'exercice précédent, et de l'APOEL Nicosie, vainqueur du dernier championnat chypriote.
| Rang | Équipe                 | Pts | J | G | N | P | Bp | Bc | Diff |  | Résultats (▼ dom., ► ext.) |     |     |     |     |
| ---- | ---------------------- | --- | - | - | - | - | -- | -- | ---- |  | -------------------------- | --- | --- | --- | --- |
| 1    | FC Barcelone           | 15  | 6 | 5 | 0 | 1 | 15 | 5  | +10  |  | FC Barcelone               |     | 3-1 | 3-1 | 1-0 |
| 2    | Paris Saint-Germain FC | 13  | 6 | 4 | 1 | 1 | 10 | 7  | +3   |  | Paris Saint-Germain FC     | 3-2 |     | 3-1 | 1-0 |
| 3    | Ajax Amsterdam         | 5   | 6 | 1 | 2 | 3 | 8  | 10 | -2   |  | Ajax Amsterdam             | 0-2 | 1-1 |     | 4-0 |
| 4    | APOEL Nicosie          | 1   | 6 | 0 | 1 | 5 | 1  | 12 | -11  |  | APOEL Nicosie              | 0-4 | 0-1 | 1-1 |     |

#### Coefficient UEFA
De par ses résultats dans cette Ligue des champions, le Paris SG acquiert des points pour son coefficient UEFA, utilisé lors des tirages au sort des compétitions de l'UEFA.
| Rang 2015 | Rang 2014 | Évolution | Club              | 2010-2011 | 2011-2012 | 2012-2013 | 2013-2014 | 2014-2015 | Coefficient |
| --------- | --------- | --------- | ----------------- | --------- | --------- | --------- | --------- | --------- | ----------- |
| 1         | 1         | =         | Real Madrid CF    | 33,642    | 36,171    | 29,542    | 39,600    | 33,042    | 172,000     |
| 2         | 2         | =         | FC Barcelone      | 36,642    | 34,171    | 27,542    | 28,600    | 38,042    | 165,000     |
| 3         | 3         | =         | Bayern Munich     | 24,133    | 33,050    | 36,585    | 29,942    | 31,171    | 154,883     |
|           |           |           |                   |           |           |           |           |           |             |
| 9         | 9         | =         | Arsenal FC        | 22,671    | 22,050    | 21,285    | 21,357    | 22,714    | 110,078     |
| 10        | 6         | -4        | Manchester United | 36,671    | 16,050    | 21,286    | 26,357    | 2,714     | 103,078     |
| 11        | 17        | +6        | Paris SG          | 14,150    | 9,100     | 27,350    | 26,700    | 23,183    | 100,483     |
| 12        | 8         | -4        | Valence CF        | 21,643    | 25,171    | 22,543    | 26,600    | 4,043     | 100,000     |
| 13        | 15        | +2        | Borussia Dortmund | 10,133    | 10,050    | 33,586    | 24,943    | 21,171    | 99,883      |

## Joueurs et encadrement technique

### Effectif professionnel actuel
Le premier tableau liste l'effectif professionnel du PSG pour la saison 2014-2015. Le second recense les prêts effectués par le club.

### Statistiques collectives
| Compétition           | Débute au tour   | Termine       | Matches joués | Gagnés | Nuls | Perdus | Buts pour | Buts contre | Différence |
| --------------------- | ---------------- | ------------- | ------------- | ------ | ---- | ------ | --------- | ----------- | ---------- |
| Trophée des champions | -                | Vainqueur     | 1             | 1      | 0    | 0      | 2         | 0           | +2         |
| Ligue 1               | -                | Vainqueur     | 38            | 24     | 11   | 3      | 83        | 36          | +47        |
| Coupe de France       | 1/32 de finale   | Vainqueur     | 6             | 6      | 0    | -      | 14        | 2           | +12        |
| Coupe de la Ligue     | 1/8 de finale    | Vainqueur     | 4             | 4      | 0    | 0      | 9         | 1           | +8         |
| Ligue des champions   | Phase de groupes | 1/4 de finale | 10            | 4      | 3    | 3      | 14        | 15          | -1         |
| Total                 | -                | -             | 59            | 39     | 14   | 6      | 122       | 54          | +68        |

### Statistiques individuelles
(Mis à jour le 30 mai 2015)
| Numéro | Nat. | Nom          | Championnat | Championnat | Championnat    | Championnat | Championnat  | Ligue des champions | Ligue des champions | Ligue des champions | Ligue des champions | Ligue des champions | Coupe de France | Coupe de France | Coupe de France | Coupe de France | Coupe de France | Coupe de la Ligue | Coupe de la Ligue | Coupe de la Ligue | Coupe de la Ligue | Coupe de la Ligue | Trophée des Champions | Trophée des Champions | Trophée des Champions | Trophée des Champions | Trophée des Champions | Total | Total       | Total          | Total  | Total        |
| Numéro | Nat. | Nom          | M.j.        | But inscrit | Passe décisive | Averti      | Carton rouge | M.j.                | But inscrit         | Passe décisive      | Averti              | Carton rouge        | M.j.            | But inscrit     | Passe décisive  | Averti          | Carton rouge    | M.j.              | But inscrit       | Passe décisive    | Averti            | Carton rouge      | M.j.                  | But inscrit           | Passe décisive        | Averti                | Carton rouge          | M.j.  | But inscrit | Passe décisive | Averti | Carton rouge |
| ------ | ---- | ------------ | ----------- | ----------- | -------------- | ----------- | ------------ | ------------------- | ------------------- | ------------------- | ------------------- | ------------------- | --------------- | --------------- | --------------- | --------------- | --------------- | ----------------- | ----------------- | ----------------- | ----------------- | ----------------- | --------------------- | --------------------- | --------------------- | --------------------- | --------------------- | ----- | ----------- | -------------- | ------ | ------------ |
| 1      |      | Douchez      | 5           | 0           | 0              | 0           | 0            | 0                   | 0                   | 0                   | 0                   | 0                   | 6               | 0               | 0               | 0               | 0               | 4                 | 0                 | 0                 | 0                 | 0                 | 0                     | 0                     | 0                     | 0                     | 0                     | 14    | 0           | 0              | 0      | 0            |
| 2      |      | Silva        | 26          | 1           | 0              | 1           | 0            | 6                   | 1                   | 0                   | 0                   | 0                   | 5               | 0               | 1               | 0               | 0               | 3                 | 0                 | 0                 | 0                 | 0                 | 0                     | 0                     | 0                     | 0                     | 0                     | 40    | 2           | 1              | 1      | 0            |
| 4      |      | Cabaye       | 24          | 1           | 1              | 8           | 1            | 5                   | 0                   | 0                   | 1                   | 0                   | 4               | 1               | 0               | 1               | 0               | 3                 | 0                 | 0                 | 0                 | 0                 | 0                     | 0                     | 0                     | 0                     | 0                     | 36    | 2           | 1              | 10     | 1            |
| 5      |      | Marquinhos   | 25          | 2           | 0              | 2           | 0            | 7                   | 0                   | 0                   | 1                   | 0                   | 5               | 0               | 0               | 0               | 0               | 4                 | 0                 | 0                 | 0                 | 0                 | 1                     | 0                     | 0                     | 0                     | 0                     | 42    | 2           | 0              | 3      | 0            |
| 6      |      | Camara       | 8           | 1           | 0              | 0           | 0            | 0                   | 0                   | 0                   | 0                   | 0                   | 1               | 0               | 0               | 2               | 1               | 0                 | 0                 | 0                 | 0                 | 0                 | 1                     | 0                     | 0                     | 0                     | 0                     | 10    | 1           | 0              | 2      | 1            |
| 7      |      | Lucas        | 29          | 7           | 5              | 2           | 0            | 8                   | 0                   | 1                   | 0                   | 0                   | 4               | 1               | 0               | 0               | 0               | 4                 | 0                 | 3                 | 2                 | 0                 | 1                     | 0                     | 0                     | 0                     | 0                     | 46    | 8           | 9              | 4      | 0            |
| 8      |      | Motta        | 27          | 0           | 2              | 9           | 0            | 6                   | 0                   | 2                   | 1                   | 0                   | 2               | 0               | 0               | 0               | 0               | 2                 | 0                 | 0                 | 1                 | 0                 | 1                     | 0                     | 0                     | 0                     | 0                     | 38    | 0           | 4              | 11     | 0            |
| 9      |      | Cavani       | 35          | 18          | 1              | 3           | 1            | 10                  | 6                   | 0                   | 1                   | 0                   | 4               | 4               | 0               | 0               | 0               | 3                 | 3                 | 1                 | 0                 | 0                 | 1                     | 0                     | 0                     | 0                     | 0                     | 53    | 31          | 2              | 4      | 1            |
| 10     |      | Ibrahimović  | 24          | 19          | 6              | 3           | 0            | 6                   | 2                   | 0                   | 1                   | 1                   | 3               | 4               | 1               | 1               | 0               | 3                 | 3                 | 1                 | 1                 | 0                 | 1                     | 2                     | 0                     | 0                     | 0                     | 37    | 30          | 8              | 6      | 0            |
| 14     |      | Matuidi      | 34          | 4           | 2              | 2           | 0            | 10                  | 1                   | 2                   | 2                   | 0                   | 5               | 0               | 1               | 0               | 0               | 4                 | 0                 | 0                 | 1                 | 0                 | 0                     | 0                     | 0                     | 0                     | 0                     | 53    | 5           | 5              | 5      | 0            |
| 15     |      | Bahebeck     | 15          | 2           | 3              | 2           | 0            | 3                   | 0                   | 1                   | 0                   | 0                   | 4               | 0               | 0               | 0               | 0               | 1                 | 1                 | 1                 | 0                 | 0                 | 1                     | 0                     | 0                     | 0                     | 0                     | 24    | 3           | 5              | 2      | 0            |
| 17     |      | Maxwell      | 26          | 3           | 2              | 1           | 0            | 10                  | 0                   | 0                   | 0                   | 0                   | 2               | 0               | 0               | 0               | 0               | 2                 | 1                 | 0                 | 0                 | 0                 | 0                     | 0                     | 0                     | 0                     | 0                     | 40    | 4           | 2              | 1      | 0            |
| 19     |      | Aurier       | 14          | 0           | 5              | 2           | 0            | 0                   | 0                   | 0                   | 0                   | 0                   | 0               | 0               | 0               | 0               | 0               | 2                 | 1                 | 1                 | 1                 | 0                 | 0                     | 0                     | 0                     | 0                     | 0                     | 16    | 1           | 6              | 3      | 0            |
| 20     |      | Chantôme     | 6           | 0           | 0              | 0           | 0            | 3                   | 0                   | 0                   | 0                   | 0                   | 1               | 1               | 0               | 1               | 0               | 1                 | 0                 | 0                 | 1                 | 0                 | 1                     | 0                     | 0                     | 0                     | 0                     | 12    | 1           | 0              | 2      | 0            |
| 21     |      | Digne        | 15          | 0           | 1              | 1           | 0            | 1                   | 0                   | 0                   | 0                   | 0                   | 5               | 0               | 1               | 0               | 0               | 2                 | 0                 | 0                 | 0                 | 0                 | 1                     | 0                     | 0                     | 0                     | 0                     | 24    | 0           | 2              | 1      | 0            |
| 22     |      | Lavezzi      | 31          | 8           | 2              | 0           | 0            | 8                   | 0                   | 2                   | 0                   | 0                   | 5               | 1               | 0               | 1               | 0               | 3                 | 0                 | 0                 | 2                 | 0                 | 0                     | 0                     | 0                     | 0                     | 0                     | 47    | 9           | 4              | 3      | 0            |
| 23     |      | van der Wiel | 25          | 1           | 2              | 3           | 1            | 10                  | 0                   | 2                   | 2                   | 0                   | 5               | 0               | 1               | 0               | 0               | 0                 | 0                 | 0                 | 0                 | 0                 | 1                     | 0                     | 0                     | 0                     | 0                     | 41    | 1           | 5              | 5      | 1            |
| 24     |      | Verratti     | 32          | 2           | 8              | 12          | 0            | 7                   | 1                   | 0                   | 3                   | 0                   | 6               | 0               | 1               | 3               | 0               | 3                 | 0                 | 0                 | 1                 | 0                 | 1                     | 0                     | 0                     | 0                     | 0                     | 49    | 3           | 9              | 19     | 0            |
| 25     |      | Rabiot       | 21          | 4           | 1              | 1           | 0            | 4                   | 0                   | 0                   | 0                   | 0                   | 5               | 0               | 0               | 1               | 0               | 3                 | 0                 | 0                 | 0                 | 0                 | 0                     | 0                     | 0                     | 0                     | 0                     | 33    | 4           | 1              | 2      | 0            |
| 27     |      | Pastore      | 34          | 5           | 10             | 4           | 0            | 10                  | 0                   | 1                   | 0                   | 0                   | 4               | 1               | 2               | 0               | 0               | 2                 | 0                 | 0                 | 0                 | 0                 | 1                     | 0                     | 1                     | 0                     | 0                     | 51    | 6           | 14             | 4      | 0            |
| 30     |      | Sirigu       | 34          | 0           | 0              | 2           | 0            | 10                  | 0                   | 0                   | 0                   | 0                   | 0               | 0               | 0               | 0               | 0               | 0                 | 0                 | 0                 | 0                 | 0                 | 1                     | 0                     | 0                     | 0                     | 0                     | 45    | 0           | 0              | 2      | 0            |
| 32     |      | Luiz         | 28          | 2           | 0              | 5           | 0            | 10                  | 2                   | 0                   | 1                   | 0                   | 3               | 1               | 1               | 2               | 0               | 3                 | 0                 | 0                 | 1                 | 0                 | 0                     | 0                     | 0                     | 0                     | 0                     | 44    | 5           | 1              | 9      | 0            |
| 33     |      | Augustin     | 0           | 0           | 0              | 0           | 0            | 0                   | 0                   | 0                   | 0                   | 0                   | 1               | 0               | 0               | 0               | 0               | 0                 | 0                 | 0                 | 0                 | 0                 | 0                     | 0                     | 0                     | 0                     | 0                     | 1     | 0           | 0              | 0      | 0            |
| 34     |      | Kimpembe     | 1           | 0           | 0              | 0           | 0            | 0                   | 0                   | 0                   | 0                   | 0                   | 0               | 0               | 0               | 0               | 0               | 0                 | 0                 | 0                 | 0                 | 0                 | 0                     | 0                     | 0                     | 0                     | 0                     | 1     | 0           | 0              | 0      | 0            |
| 35     |      | Ongenda      | 0           | 0           | 0              | 0           | 0            | 0                   | 0                   | 0                   | 0                   | 0                   | 0               | 0               | 0               | 0               | 0               | 0                 | 0                 | 0                 | 0                 | 0                 | 1                     | 0                     | 0                     | 0                     | 0                     | 1     | 0           | 0              | 0      | 0            |
| 38     |      | Kimmakon     | 0           | 0           | 0              | 0           | 0            | 0                   | 0                   | 0                   | 0                   | 0                   | 0               | 0               | 0               | 0               | 0               | 1                 | 0                 | 0                 | 0                 | 0                 | 0                     | 0                     | 0                     | 0                     | 0                     | 1     | 0           | 0              | 0      | 0            |

#### Onze de départ (toutes compétitions)
(Mis à jour le 31 mai 2015)
| \| No. \| Pos. \| Joueur \| Titulaire \| Notes \| \| --- \| ---- \| -------------------- \| --------- \| ------------------------------- \| \| 30 \| GB \| Salvatore Sirigu \| 45 \| Douchez a 14 titularisations \| \| 2 \| DC \| Thiago Silva \| 40 \| Marquinhos a 38 titularisations \| \| 32 \| DC \| David Luiz \| 42 \| Camara a 8 titularisations \| \| 23 \| DD \| Gregory van der Wiel \| 35 \| Aurier a 14 titularisations \| \| 17 \| DG \| Maxwell \| 37 \| Digne a 22 titularisations \| \| 8 \| MD \| Thiago Motta \| 36 \| Cabaye a 20 titularisations \| \| 24 \| MR \| Marco Verratti \| 42 \| Rabiot a 19 titularisations \| \| 14 \| MR \| Blaise Matuidi \| 41 \| Chantôme a 2 titularisations \| \| 9 \| AiD \| Edinson Cavani \| 46 \| Lucas a 32 titularisations \| \| 27 \| AiG \| Javier Pastore \| 43 \| Lavezzi a 29 titularisations \| \| 10 \| AC \| Zlatan Ibrahimović \| 36 \| Bahebeck a 6 titularisations \| | Sirigu Silva (C) Luiz van der Wiel Maxwell Motta Verratti Matuidi Cavani Pastore Ibrahimović |                      |           |                                 |
| No. | Pos.                                                                                         | Joueur               | Titulaire | Notes                           |
| 30 | GB                                                                                           | Salvatore Sirigu     | 45        | Douchez a 14 titularisations    |
| 2 | DC                                                                                           | Thiago Silva         | 40        | Marquinhos a 38 titularisations |
| 32 | DC                                                                                           | David Luiz           | 42        | Camara a 8 titularisations      |
| 23 | DD                                                                                           | Gregory van der Wiel | 35        | Aurier a 14 titularisations     |
| 17 | DG                                                                                           | Maxwell              | 37        | Digne a 22 titularisations      |
| 8 | MD                                                                                           | Thiago Motta         | 36        | Cabaye a 20 titularisations     |
| 24 | MR                                                                                           | Marco Verratti       | 42        | Rabiot a 19 titularisations     |
| 14 | MR                                                                                           | Blaise Matuidi       | 41        | Chantôme a 2 titularisations    |
| 9 | AiD                                                                                          | Edinson Cavani       | 46        | Lucas a 32 titularisations      |
| 27 | AiG                                                                                          | Javier Pastore       | 43        | Lavezzi a 29 titularisations    |
| 10 | AC                                                                                           | Zlatan Ibrahimović   | 36        | Bahebeck a 6 titularisations    |

## Affluence et télévision

### Affluence
Affluence du Paris SG à domicile